# Robert Byron

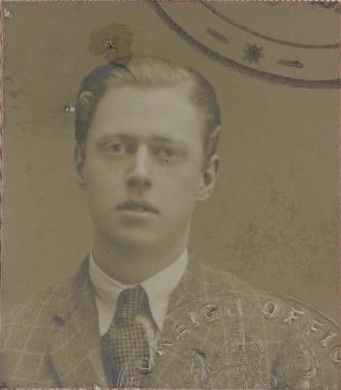
Robert Byron (1923)

Robert Byron (* 26. Februar 1905 in London; † 24. Februar 1941 auf dem Atlantik) war ein britischer Schriftsteller und Fotograf.

## Leben

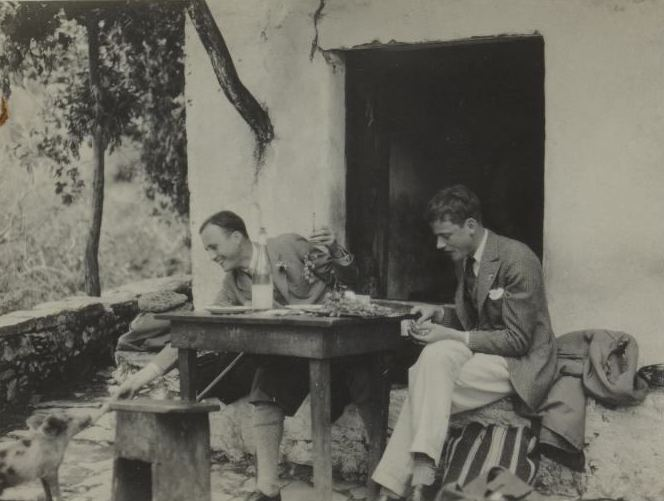
Robert Byron (links) und Desmond Parsons (1910–1937) in China. Um 1934

Byron studierte in Oxford und verschaffte sich in Eigeninitiative Kenntnisse in Kunst- und Architekturgeschichte. Er unternahm Reisen auf das europäische Festland und in den Orient. Sein erstes Buch Europe in the Looking-Glass von 1926 handelt von einer beschwerlichen Autofahrt auf schlechten Straßen durch Europa bis Griechenland. In den folgenden drei Büchern preist er die Kultur des Byzantinischen Reiches. Vor seinem Werk First Russia, Then Tibet von 1933 reiste er durch den europäischen Teil Russlands und anschließend sechs Monate mit der Transsibirischen Eisenbahn durch Zentralasien. Sein letztes und bekanntestes Werk ist der 1937 erschienene Reisebericht The Road to Oxiana. Byrons einziges fiktives Buch Innocence and Design von 1935 ist eine leichte Satire über Persien. 1938 besuchte er in Begleitung von Unity Mitford den Reichsparteitag in Nürnberg. Seine Tagebuchaufzeichnungen dieser Reise sind postum veröffentlicht worden.
Am 20. Februar 1941 verließ er Liverpool an Bord der Jonathan Holt Richtung Westafrika auf dem Weg nach Persien, um dort als Kriegsberichterstatter zu arbeiten. Westlich der Färöer wurde sein Schiff am 24. Februar 1941 von dem deutschen U-Boot U 97 versenkt, wobei Byron ums Leben kam.
Für den Reiseschriftsteller Bruce Chatwin, der für eine Neuauflage von The Road to Oxiana das Vorwort schrieb, ist die Niederschrift von Byrons Besuch im Persien und Afghanistan der 1930er-Jahre das beste Buch aller Zeiten.

## Werke
- Europe in the Looking-Glass. Reflections of a Motor Drive from Grimsby to Athens. 1926
  - deutsch: Europa 1925. Übers. Peter Torberg, Andere Bibliothek, Berlin 2016, ISBN 978-3-8477-0373-0.
- The Station. Travels to the Holy Mountain of Greece. 1928 (2011)
  - deutsch: Der Berg Athos. Reise nach Griechenland. Übersetzung Niklas Hoffmann-Walbeck. Mit einem Nachwort von Wieland Freund. Die Andere Bibliothek Band 422. Berlin 2020, ISBN 978-3-8477-0422-5
- The Byzantine Achievement. 1929
- Zusammen mit David Talbot Rice: Birth of Western Painting. A History of Colour, Form, and Iconography. G. Routledge, 1930
- An Essay on India. 1931
- The Appreciation of Architecture. 1932
- First Russia, Then Tibet. 1933
- Zusammen mit Christopher Sykes unter dem Pseudonym Richard Waughburton erschienen: Innocence and Design. 1935
- The Road to Oxiana. Visiting Persia and Afghanistan. 1937; deutsche Ausgaben:
  - Persische Reise. Auf dem Wege zu alten Kulturen in Persien, Afghanistan und Turkestan. Safari, Berlin 1948 (mit Zeichnungen von Günter Liedtke)
  - Der Weg nach Oxiana. Eichborn, Frankfurt 2004, Reihe Die Andere Bibliothek, ISBN 3-8218-4520-1
- Imperial Pilgrimage. (London in your pocket series, Band 1) London Passenger Transport Board, London 1937
- Nürnberg 1938. Übersetzung Niklas Hoffmann-Walbeck. In: Sinn und Form 1/2024
- Letters Home. Herausgegeben von Lucy Butler. John Murray, London 1991